# 2937 Gibbs
2937 Gibbs eller 1980 LA är en asteroid i huvudbältet som korsar Mars omloppsbana. Den upptäcktes 14 juni 1980 av den amerikanske astronomen Edward L.G. Bowell vid Anderson Mesa Station. Den är uppkallad efter amerikanen Josiah Willard Gibbs.